# Skulestadmoen
Skulestadmoen es una localidad de la provincia de Hordaland en la región de Vestlandet, Noruega. Tiene una población estimada, a principios de 2020, de 1461 habitantes.
Está ubicada al suroeste del país, cerca del fiordo de Hardanger, de la ciudad de Bergen y de la costa del mar de Noruega.